# Notostilop
Els notostilops (Notostylops) (‘columnes posteriors’) és un gènere extint de mamífers placentaris de l'ordre Notoungulata, de la família Notostylopidae, que va viure durant l'Eocè a Sud-amèrica. S'han trobat fòssils a l'Argentina. És un dels molts gèneres de mamífers meridiungulats que poblaren Amèrica i dels quals no queda cap descendent viu.

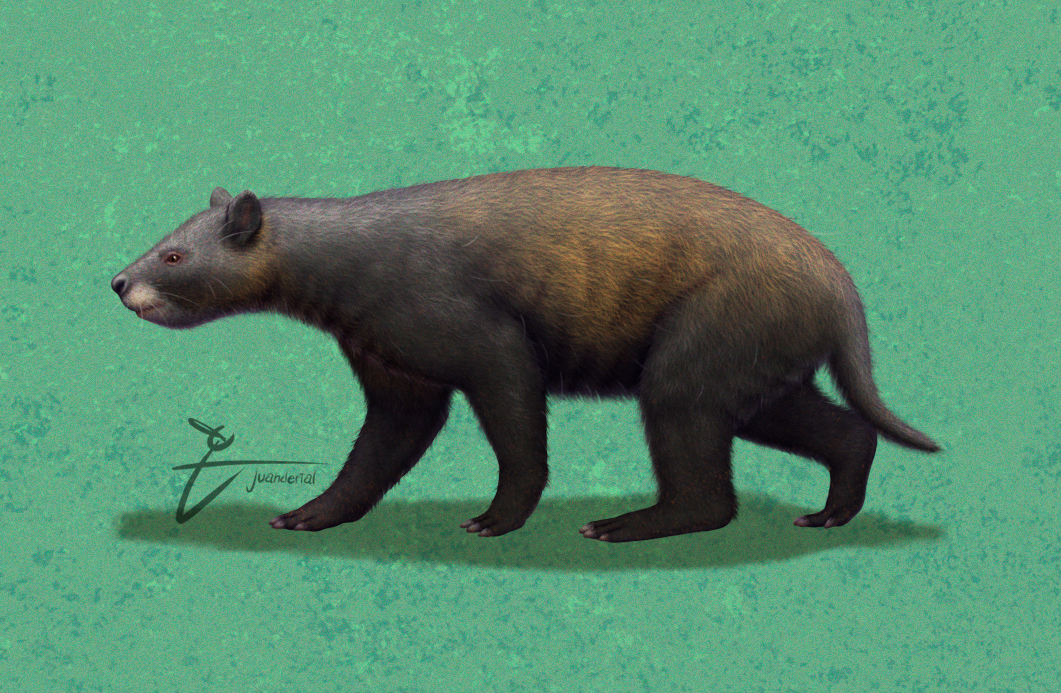
Reconstrucció en vida de Notostylops murinus